# Metagonia coahuila
Metagonia coahuila là một loài nhện trong họ Pholcidae. Loài này được phát hiện ở México.